# Benton County (Arkansas)
Benton County is een county in de Amerikaanse staat Arkansas.
De county heeft een landoppervlakte van 2.191 km² en telt 153.406 inwoners (volkstelling 2000). De hoofdplaats is Bentonville.

## Bevolkingsontwikkeling

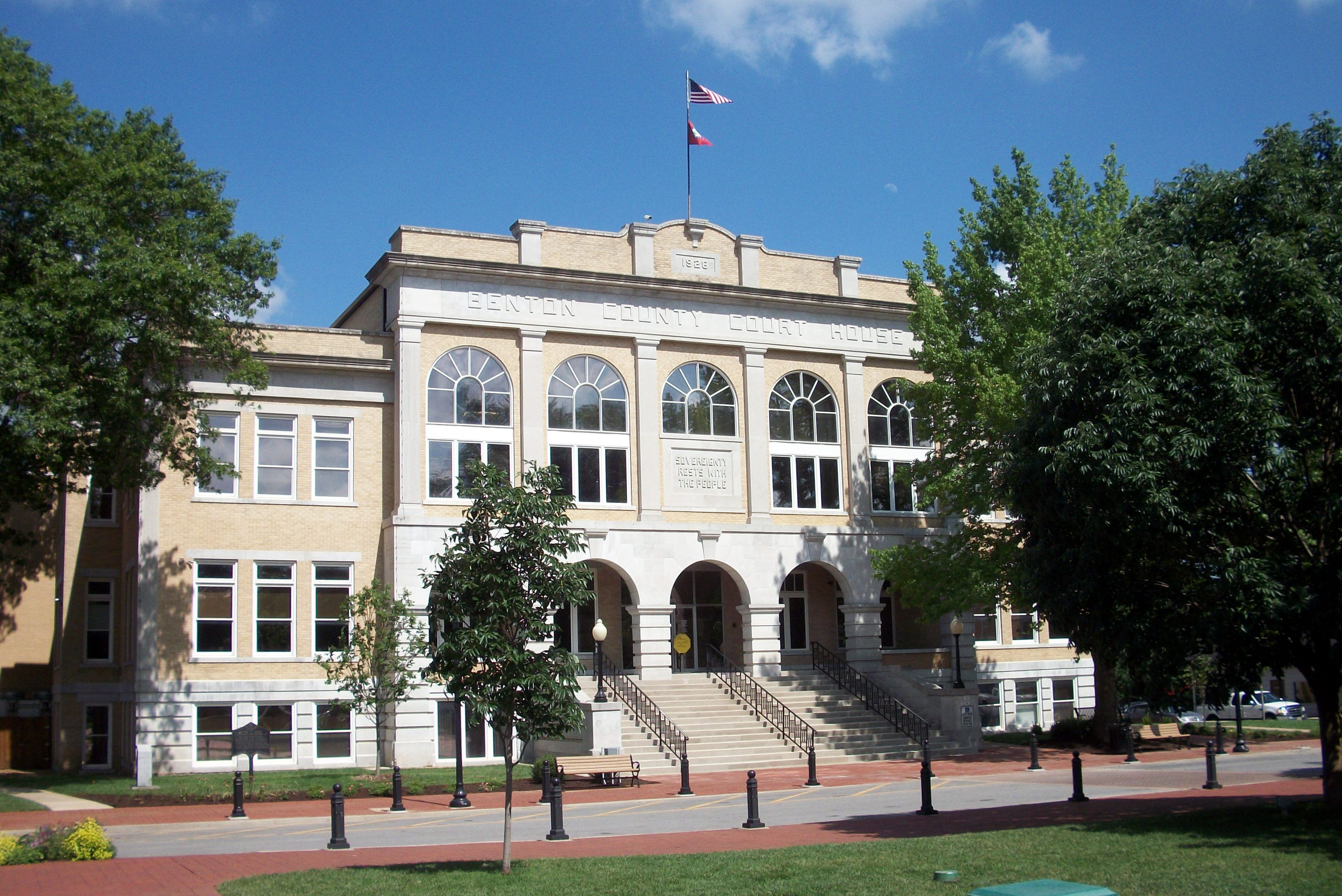
Benton County Courthouse

## Plaatsen
| - Avoca - Bella Vista - Bentonville - Cave Springs - Centerton | - Decatur - Garfield - Gateway - Gentry - Gravette | - Hiwasse - Lowell - Maysville - Pea Ridge - Rogers | - Siloam Springs - Springtown - Sulphur Springs - The Highlands |